# Верх-Кучук
Верх-Кучук — село в Шелаболихинском районе Алтайского края, Россия. Административный центр Верх-Кучукского сельсовета.

## История
Село было основано ранее XIX века, но точных документальных сведений о дате его основания нет. Есть лишь упоминания о том, что в церковь Рождества Св. Предтечи и Крестителя Господня Иоанна (год открытия 1903) Родинского прихода, входили жители села Кучук.
Вероятно, позднее был основан Верхний и Нижний Кучук. В книге краеведа Булыгина Ю. С. «Из истории населенных мест Шелаболихинского района» (Барнаул, 1998) говорится: «В документе 1753 года указано, что деревня Кучутская находится от Малышевской слободы в 37 верстах, от Бердского острога — в 331. Мужские души записаны: Семен, Трофим, Петр, Василий и Иван Куликовы; Иван, Афанасий и Гаврил Морозовы; Федор, Василий и Трофим Дорофеевы; Степан Речкин, Иван Девкин, Федор Пшеничников, Иван с сыном Долговы, Ефим Плотников, Иван Житков. В 1816 году д. Кучуцкая по 7 переписи имела 67 хозяйств, 334 жителя - 172 мужского и 162 женского пола. Уже в это время жили 13 семей Дорофеевых, 7 - Кротовых, 5 - Плотниковых, по три семьи Достоваловых и Морозовых. Появились Петуховы, Соколовы, Кадцины, Зулины» и другие жители.
В 1902 году из состава Кулундинской волости была выделена Обская (Юдихинская) волость. В неё были включены поселения: Батурово, Быково, Ильинка, Киприно, Кучук, Верх-Кучук, деревня Макарова, Омутская, Селезнево, сёла Шелаболиха и Юдиха.

## География
Село находится на реке Кучук на краю Кулундинского ленточного бора.
Уличная сеть
В селе 11 улиц и переулок Гаражный.
Расстояние до
- районного центра Шелаболиха 26 км.
- краевого центра Барнаул 101 км.

Ближайшие населённые пункты
Ивановка 4 км, Ильинка 12 км, Новосёловка 13 км, Луговое 13 км, Омутское 14 км, Селезнево 16 км, Макарово 17 км.
Транспорт
В районе работают частные транспортные предприятия по перевозке пассажиров: ежедневно 3 автобуса и 5 микроавтобусов обслуживают 7 районных маршрутов, до федеральной трассы Барнаул-Камень-на-Оби проложены сельские дороги. Ближайшая железнодорожная станция Ребриха находится в одноимённом селе.

## Население
| 1997  | 1998  | 1999  | 2000  | 2001  | 2002  | 2003  |
| ----- | ----- | ----- | ----- | ----- | ----- | ----- |
| 1190  | ↘1189 | ↘1180 | ↗1184 | ↘1180 | ↗1223 | ↘1214 |
| 2004  | 2005  | 2006  | 2007  | 2008  | 2009  | 2010  |
| ↗1217 | ↗1225 | ↗1228 | ↘1204 | ↘1193 | ↘1072 | →1072 |
| 2011  | 2012  | 2013  |       |       |       |       |
| ↘1069 | ↘1041 | ↗1044 |       |       |       |       |

## Инфраструктура
В селе работают сельскохозяйственные предприятия по выращиванию зерновых, зерно-бобовых культур и разведению крупного рогатого скота (АО «АЛТАЙ», КХ «Огоньки»), торговые и коммунальные организации, есть ФАП, почтовое отделение, детский сад и средняя школа «Верх-Кучукская СОШ», дом-интернат для престарелых, культурно-досуговый центр.